# 燕厦乡
燕厦乡，是中华人民共和国湖北省咸寧市通山县下辖的一个乡镇级行政单位。

## 行政区划
燕厦乡下辖以下地区：
燕厦社区、燕厦村、甘港村、潘山村、新铺村、洋湖村、北冲村、港口村、金坑村、新屋村、理畈村、南洞村、碧水村、成龙村、马桥村、畅周村、湖山村、湖畔村和新庄村。